# Поганешты
Поганешты (рум. Pogăneşti, Погэнешть) — село в Хынчештском районе Молдавии. Является административным центром коммуны Поганешты, включающей также село Маркет.

## География
Село расположено на высоте 49 метров над уровнем моря.

## Население
По данным переписи населения 2004 года, в селе Погэнешть проживает 1462 человека (761 мужчина, 701 женщина).
Этнический состав села:
| Национальность | Число жителей | Процентный состав |
| -------------- | ------------- | ----------------- |
| молдаване      | 1409          | 96.37             |
| румыны         | 39            | 2.67              |
| русские        | 7             | 0.48              |
| украинцы       | 5             | 0.34              |
| болгары        | 1             | 0.07              |
| прочие         | 1             | 0.07              |
| Всего          | 1462          | 100%              |